# Partido Socialismo e Liberdade
Partido Socialismo e Liberdade (PSOL), svenska: Partiet socialism och frihet, är ett politiskt parti i Brasilien grundat år 2004. Partiet står för demokratisk socialism, ekosocialism, feminism, antikapitalism och antiimperialism. Några av politikerna anslutna till PSOL är Sônia Guajajara, Erika Hilton och tidigare Marielle Franco som mördades 2018.
PSOL bildades efter att Heloísa Helena, Luciana Genro, Babá och João Fontes (också en federal suppleant, numera medlem av det demokratiska arbetarpartiet, PDT) uteslöts från Arbetarpartiet (PT) efter att ha röstat emot pensionsreformen som Lula föreslagit. De motsatte sig Lulas regerings liberala beslut och Arbetarpartiets allianser med polemiska högerpolitiker, såsom de tidigare presidenterna José Sarney och Fernando Collor de Mello.